# بریتانیا در دوره میان‌دوجنگ
بریتانیا در دوره میان‌دوجنگ (انگلیسی: Interwar Britain)، کشور بریتانیا در دوره میان‌دوجنگ میان سال‌های ۱۹۱۸ تا ۱۹۳۹ که شامل پایان جنگ جهانی اول تا آغاز جنگ جهانی دوم می‌باشد، دارای صلح و ثبات نسبی بود. هر چند این کشور در آن مقطع گرفتار رکود اقتصادی شد.